# Aimogasta
Aimogasta é uma cidade da Argentina, localizada na província de La Rioja